# Сатар Хан
Сатар Хан е ирански политик и ключова фигура по време на Персийската конституционна революция.
След разпускането на парламента и суспендирането на конституцията от шах Мохамед Али Каджар през 1910 h=, Сатар Хан ръководи отбраната на родния си град Табриз срещу руските и ирански войски, взели участие в преврата. Табриз успява да удържи с месеци обсадата, което позволява на привържениците на конституцията в цялата страна да се организират. Обсадата е свалена и Сатар Хан застава начело на големи групи хора от Азербайджан, Гилан и Бахтиари, които влизат в столицата Техеран. Конституцията е възстановена, а шахът е свален.
|  | Тази страница частично или изцяло представлява превод на страницата Sattar Khan в Уикипедия на английски. Оригиналният текст, както и този превод, са защитени от Лиценза „Криейтив Комънс – Признание – Споделяне на споделеното“, а за съдържание, създадено преди юни 2009 година – от Лиценза за свободна документация на ГНУ. Прегледайте историята на редакциите на оригиналната страница, както и на преводната страница, за да видите списъка на съавторите. ВАЖНО: Този шаблон се отнася единствено до авторските права върху съдържанието на статията. Добавянето му не отменя изискването да се посочват конкретни източници на твърденията, които да бъдат благонадеждни. |